# Orquesta Sinfónica de Porto Alegre

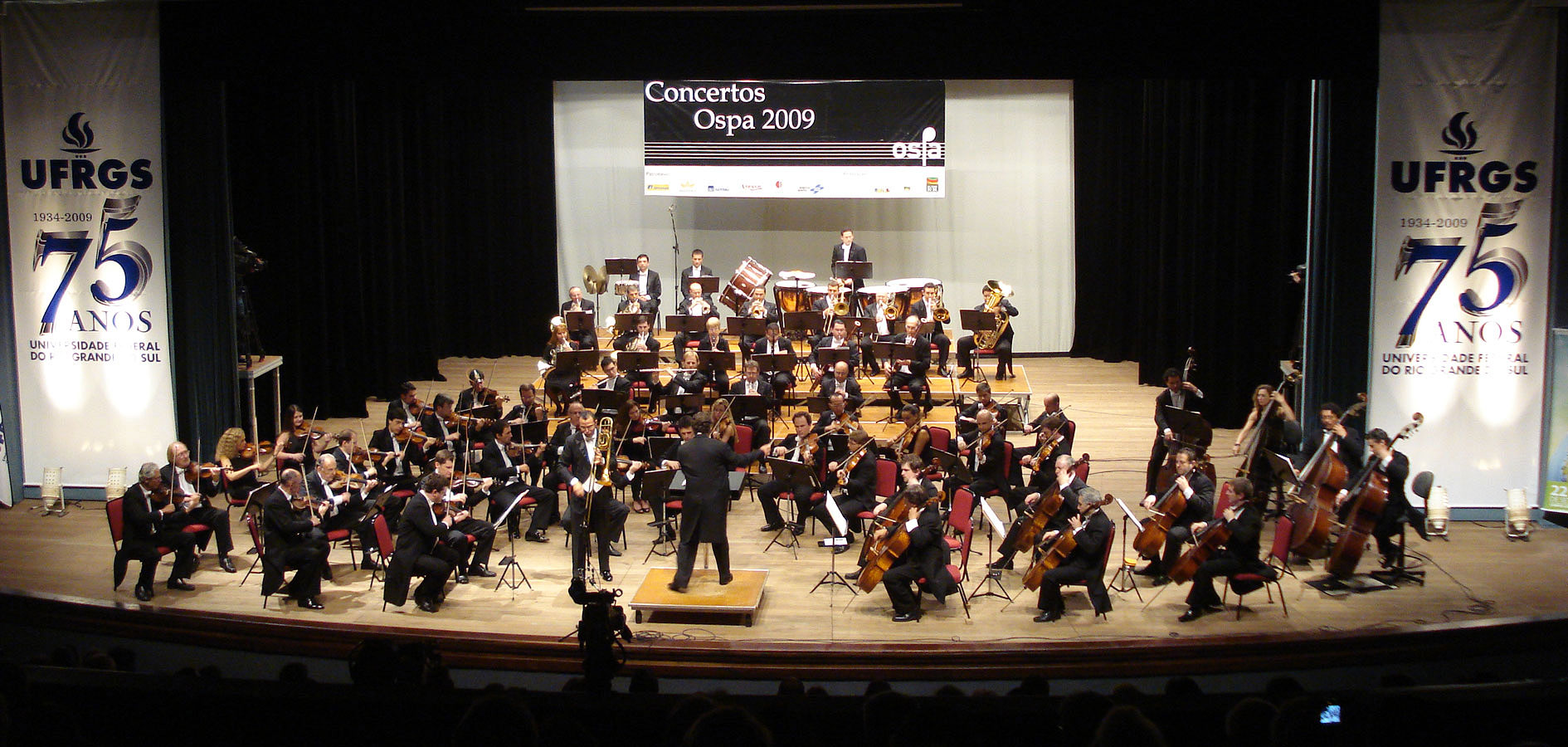
Concierto, 2009

la Orquesta Sinfónica de Porto Alegre, también conocido como OSPA, es una orquesta sinfónica de Porto Alegre, Brasil. Fue fundada en 1950 bajo la dirección del director húngaro Pablo Komlós. Desde enero de 1965 ha sido patrocinado por el Gobierno Estatal. 
La orquesta, actualmente, comprende alrededor 100 músicos profesionales.

## Directores artísticos
- 1950/1978 - Pablo Komlós
- 1978/1980 - David Machado
- 1981/1987 - Eleazar de Carvalho
- 1987/1989 - Flavio Chamis
- 1990/1991 - Tulio Belardi & Arlindo Teixeira
- 1991/1992 - Eleazar de Carvalho
- 1992/1993 - David Machado
- 1995/1998 - Claudio Ribeiro
- 1999/2001 - Tiago Flores
- 2001/2002 - Ion Bressan
- 2003/2010 - Isaac Karabtchevsky
- 2010/presente - Tiago Flores